# Régime Atkins

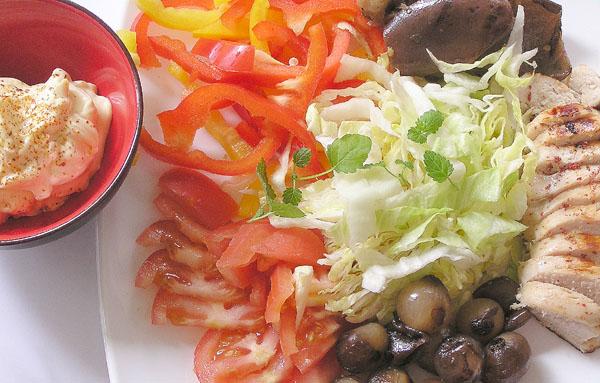
Un repas typique du régime Atkins

Le régime Atkins est un régime amaigrissant « miracle », proposé par le docteur Robert Atkins. Le régime Atkins est de type hypoglucidique, ou « low-carb », c'est-à-dire pauvre en glucides. On considère qu'il a été suivi depuis son lancement par 40 millions de personnes. Il repose sur une alimentation modérément riche en protéines (viande, poisson, fromage, œufs, protéines végétales) et sans restriction des graisses, à condition qu'elles soient équilibrées, mais limitant l'apport en glucides (pain, pâtes, riz, en particulier à index glycémique élevé, etc.). La consommation de fruits et de légumes est limitée dans la première phase du régime, mais conforme aux recommandations nutritionnelles ensuite. Dans sa nouvelle version (2011), le régime peut être suivi par des végétariens.

## Histoire
Ce régime a été mis au point dans les années 1970 par l'Américain Robert Atkins. Atkins n'a fait que codifier sous une forme populaire et facile à mettre en œuvre des pratiques utilisées par des médecins depuis le début du XIXe siècle jusqu'au début des années 1960 pour obtenir une perte de poids : réduction drastique des féculents, pas de restriction des corps gras. Justement parce qu'il ne restreint pas les graisses, ce régime a été vivement critiqué à sa sortie par une partie du corps médical, qui entre-temps s'était converti aux régimes pauvres en graisses. Sachant que les graisses apportent 9 kilocalories par gramme, contre 4 kilocalories par gramme pour les glucides, il paraissait aberrant à l'époque de restreindre les glucides pour maigrir.

## Effets sur la santé
Pour le Pr Walter Willett, à la tête de l'École de santé publique de Harvard, Atkins a été injustement attaqué. Selon lui « il y avait cette idée très simpliste : parce que les graisses ont plus de calories par gramme que les glucides, nous devrions éliminer ou réduire les corps gras pour contrôler notre consommation de calories, ou si vous voulez pour contrôler notre poids. Ce qui compte pourtant, c'est la manière dont un régime nous rassasie, parce que les mécanismes qui contrôlent notre consommation de calories sont très complexes et il est devenu évident que si nous suivons un régime riche en glucides, en particulier en glucides raffinés, il devient très difficile de contrôler les calories qu'on consomme. […] C'est ce que le docteur Atkins disait il y a plus de 30 ans, à savoir que si nous diminuons notre consommation de glucides à un niveau plutôt bas, il sera plus facile de contrôler ses calories et de favoriser la perte de poids. Il se trouve qu'il y a là un élément fort de vérité. Un bon nombre d'études récentes ont examiné cela de manière très détaillée, en comparant des régimes pauvres en graisses et riches en glucides et des régimes pauvres en glucides, et en général, les gens ont perdu plus de poids avec les régimes pauvres en glucides ».
Le régime Atkins dans sa première version des années 1970 autorisait toutes les graisses sans distinction, ce qui le rendait déséquilibré du point de vue des apports en acides gras, notamment oméga-6 et oméga-3. Il limitait drastiquement les fruits, ce qui le rendait difficile à suivre et possiblement déficitaire en fibres et vitamines antioxydantes. En 2010, le régime Atkins a fait l'objet d'une refonte profonde pour intégrer les données récentes de la recherche, sous la conduite de trois médecins universitaires américains : le Pr Eric Westman, professeur de médecine à l'université Duke, le Pr Stephen Finney, professeur de médecine émérite à la faculté de médecine de l'université de Californie (Davis) et le Pr Jefferson Volek, de l'université du Connecticut. Les préconisations de ce nouveau régime Atkins ne s'écartent pas des recommandations nutritionnelles officielles en vigueur aux États-Unis. Elles mettent l'accent sur les fruits et légumes. Elles prennent en compte les découvertes récentes sur la charge glycémique et le rapport oméga-6 sur oméga-3. Cette évolution a été accueillie favorablement par le corps médical. Le régime Atkins est devenu plus facile à suivre sur le long terme.
Dans quelques études, ce régime n'a pas montré d'efficacité supérieure par rapport aux autres régimes à moyen terme. Cependant, si l'on considère non pas une étude isolée, mais une analyse systématique de l'ensemble des études comparatives conduites à ce jour, comme l'ont fait récemment des chercheurs de l'université d'Aberdeen (Royaume-Uni) alors la conclusion est que le régime Atkins et les régimes pauvres en glucides « sont plus efficaces à 6 mois que les régimes pauvres en graisses et aussi efficaces si ce n'est plus que les régimes pauvres en graisses pour réduire le poids et le risque cardiovasculaire après 1 an. »
Un rapport de l'Ansés en 2010 met en évidence des apports en lipides supérieurs aux apports nutritionnels conseillés,.
Au niveau métabolique, ce régime est favorable car il augmente le taux de « bon » cholestérol (HDL) et diminue le taux de triglycérides sanguin ainsi que la glycémie. Il n'apporte pas de modification au niveau du « mauvais » cholestérol (LDL).
Par ailleurs, le docteur Ronald Krauss du Children's Hospital Oakland Research Institute (CHORI) soutient, lui, qu'en fait, le mauvais cholestérol se décompose en plusieurs phases, et que ce sont les phases les plus lourdes qui sont nocives, or ces phases ont tendance à augmenter avec la consommation de sucres et non de graisses.
Par ses résultats sur le poids, la glycémie et les lipides sanguins, le régime Atkins est de plus en plus proposé aux patients diabétiques aux États-Unis, même si le sujet est l'objet de débats. Pour le Dr Arne Astrup de l'université de Copenhague, « il y a des preuves de plus en plus nombreuses pour montrer que le régime optimal chez des personnes en surpoids, résistantes à l'insuline, y compris les diabétiques de type-2, est un régime dans lequel les glucides doivent être réduits, même si le régime Atkins va trop loin. »
Les résultats liés aux complications cardio-vasculaires ne sont pas clairs. Les modifications du taux de cholestérol sanguin devraient, en théorie, être bénéfiques mais des résultats expérimentaux chez la souris tendent à montrer, qu'au contraire, il existe un risque de majoration de l'atteinte des artères par l'athérome. Il semble, en fait, que le risque dépende de l'origine des protéines : si elles sont d'origine animale, le risque de mortalité est augmenté (que cela soit par maladie cardio-vasculaire ou cancer), si elles sont essentiellement d'origine végétale, la mortalité globale est diminuée.